# Karin Allardt Ekelund
Karin Allardt Ekelund, född Allardt, född 4 september 1895 i Borgå, död 13 juni 1990 i Helsingfors, var en finlandssvensk litteraturhistoriker och pedagog. Föräldrar var skolmannen och skriftställaren Anders Allardt och Johanna Elisabet Strömborg. Hon gifte sig 1937 med konstnären Ragnar Ekelund.
Karin Allardt Ekelund ägnade sitt liv till att studera Fredrika Runeberg, maka till den finska nationalskalden Johan Ludvig Runeberg. Hon var en aktiv svenskhetskämpe i Finland, och arbetade för rättvisa, för kvinnans rätt, fred och en bättre framtid i ett samhälle fritt från fruktan.

## Biografi
Intresset för Fredrika Runeberg har sin grund i Allardt Ekelunds uppväxt i Runebergs hem i Borgå. Hennes morfar var Johan Elias Strömborg, Johan Ludvig Runebergs första levnadstecknare. Strömborg var efter skaldens död bosatt i dennes hem, där Allardt Ekelunds mor och moster växte upp och där hon själv ”traskade omkring redan då jag gick klädd i kolt”.
Efter studentexamen i Helsingfors var Allardt Ekelund språkgranskare vid Schildts förlag 1918–1928 och tog lärarexamen vid Ekenäs seminarium år 1923. Hon blev filosofie kandidat vid Helsingfors universitet 1928 och filosofie doktor 1943. Avhandlingen var en biografisk studie om Fredrika Runeberg.
Ekelund utförde sin pedagogiska livsgärning som lärare och rektor vid Tölö svenska samskola och Privata svenska flickskolan (Laguska skolan) i Helsingfors (vid den senare 1942–1960). År 1952 efterträdde hon sin moster Ida Strömborg som intendent för Runebergs hem och Walter Runebergs skulptursamling i Borgå, en uppgift hon skötte till 1965.
På initiativ av Allardt Ekelund instiftades Fredrika Runeberg-stipendiet år 1986 till minne av Fredrika Runeberg och hennes samhällsmoderlighet. Stipendiet utdelas årligen till förtjänta personer som arbetar i Fredrika Runebergs anda.

### Skrivit
- Fredrika Runeberg: En biografisk och litteraturhistorisk studie (1942) (Diss. Helsingfors.)
- Ludvig Michael Runeberg: En Kaméskärare under förra seklet (Frenckellska tryckeriaktiebolaget, 1950)
- Folkliv i finlandssvensk diktning (urval och inledning av Karin Allardt Ekelund) (Fahlcrantz & Gumælius, 1951)
- I Spanien (teckningar av Ragnar Ekelund) (Söderström, 1962)
- Traneplogar (Söderström, 1977)
- Vitterlek (Schildt, 1986)

### Översättningar
- Hermann Bahr: Teater: En Wienroman (Theater) (Bonnier, 1919)
- Eduard von Keyserling: En stilla vrå (Im stillen Winkel) (1921)
- Hans Dominik: Den hemlighetsfulla kraften: En roman från år 1955 (1924)
- Sophie Reinheimer: Om sol och regn och himmelens vindar (Lindblad, 1925)
- Bertha Holst: Henriks syster Mariotta (Bonnier, 1926)

## Priser och utmärkelser
- 1972 – Tollanderska priset
- 1985 – Medaljen "Forskning och vitterhet"